# Brzustowa Opatowska
Brzustowa Opatowska – przystanek kolejowy w Brzóstowej, w województwie świętokrzyskim, w Polsce.